# 訃報 1975年7月
訃報 1975年7月（ふほう 1975ねん7がつ）では、1975年（昭和50年）7月中に物故した、又は物故が報じられた人物についてまとめる。

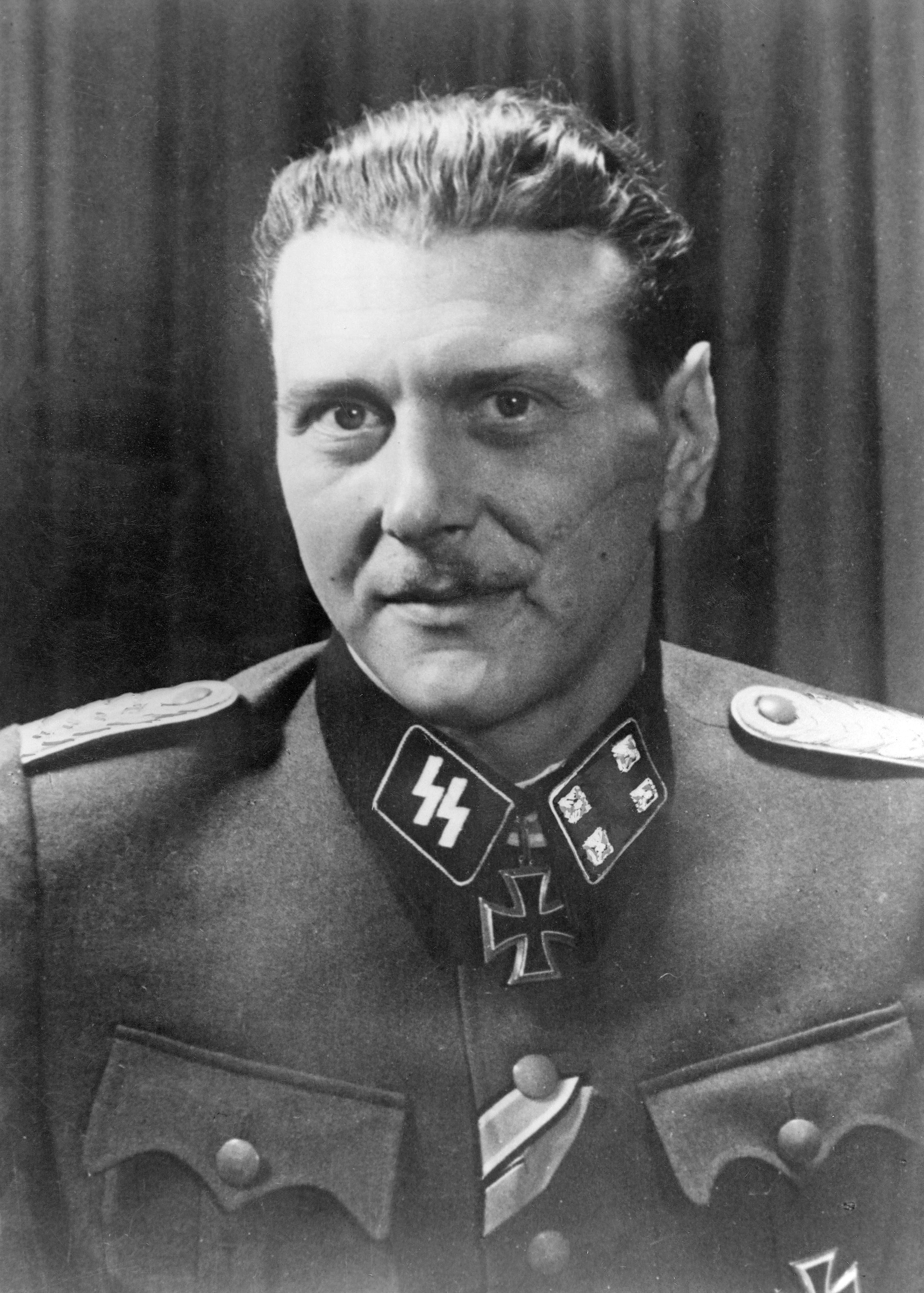
オットー・スコルツェニー / 7月5日没

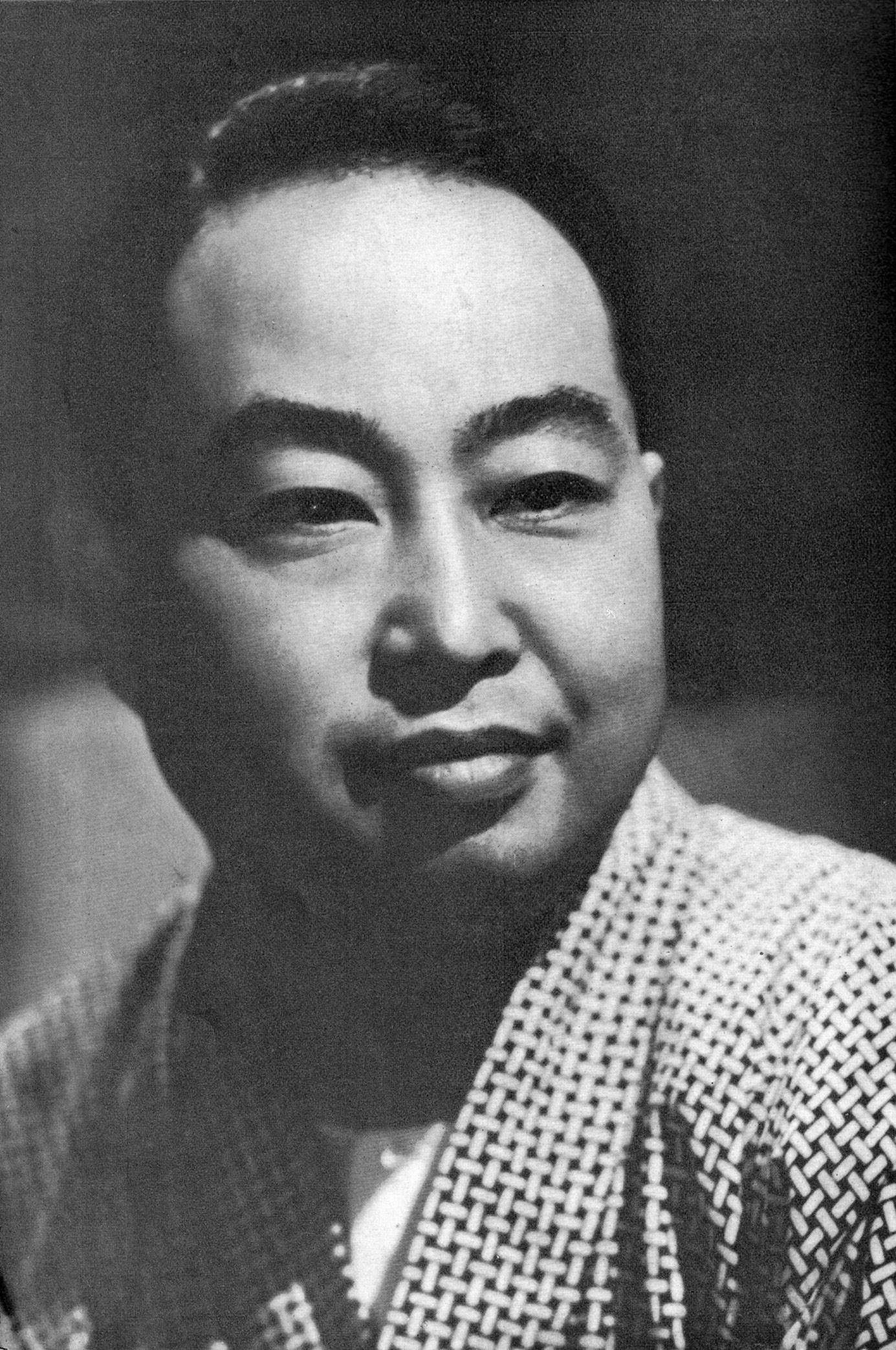
加東大介 / 7月31日没

## （1日 - 15日）
- 7月3日 - 前田陳爾、棋士（* 1907年）
- 7月5日 - オットー・スコルツェニー、ナチス・ドイツの軍人（* 1908年）
- 7月5日 - 中村徹雄、政治家・華族（* 1911年）
- 7月8日 - 岡田宗司、政治家（* 1902年）
- 7月8日 - 保倉幸恵、女優・モデル（* 1953年）
- 7月10日 - 副島民雄、哲学者・歌人（* 1902年）
- 7月13日 - 菊池勇夫、法学者（* 1898年）

## （16日 - 31日）
- 7月16日 - 岡野繁蔵、実業家・政治家（* 1894年）
- 7月17日 - ドナルド・ギリース、数学者・計算機科学者（* 1928年）
- 7月17日 - 岡真史、『ぼくは12歳』著者（* 1962年）
- 7月21日 - 関屋延之助、内務官僚・弁護士（* 1888年）
- 7月21日 - 蒼井雄、推理作家（* 1909年）
- 7月23日 - 松浦薫、実業家・政治家（* 1904年）
- 7月23日 - 鈴木彦次郎、小説家（* 1898年）
- 7月25日 - 鈴木俊、東洋史学者（* 1904年）
- 7月25日 - きだみのる、小説家・翻訳者（* 1894年）
- 7月26日 - 内田秀五郎、政治家（* 1876年）
- 7月29日 - ジェイムズ・ブリッシュ、SF作家（* 1921年）
- 7月31日 - 加東大介、俳優（* 1911年）